# Gastronomia

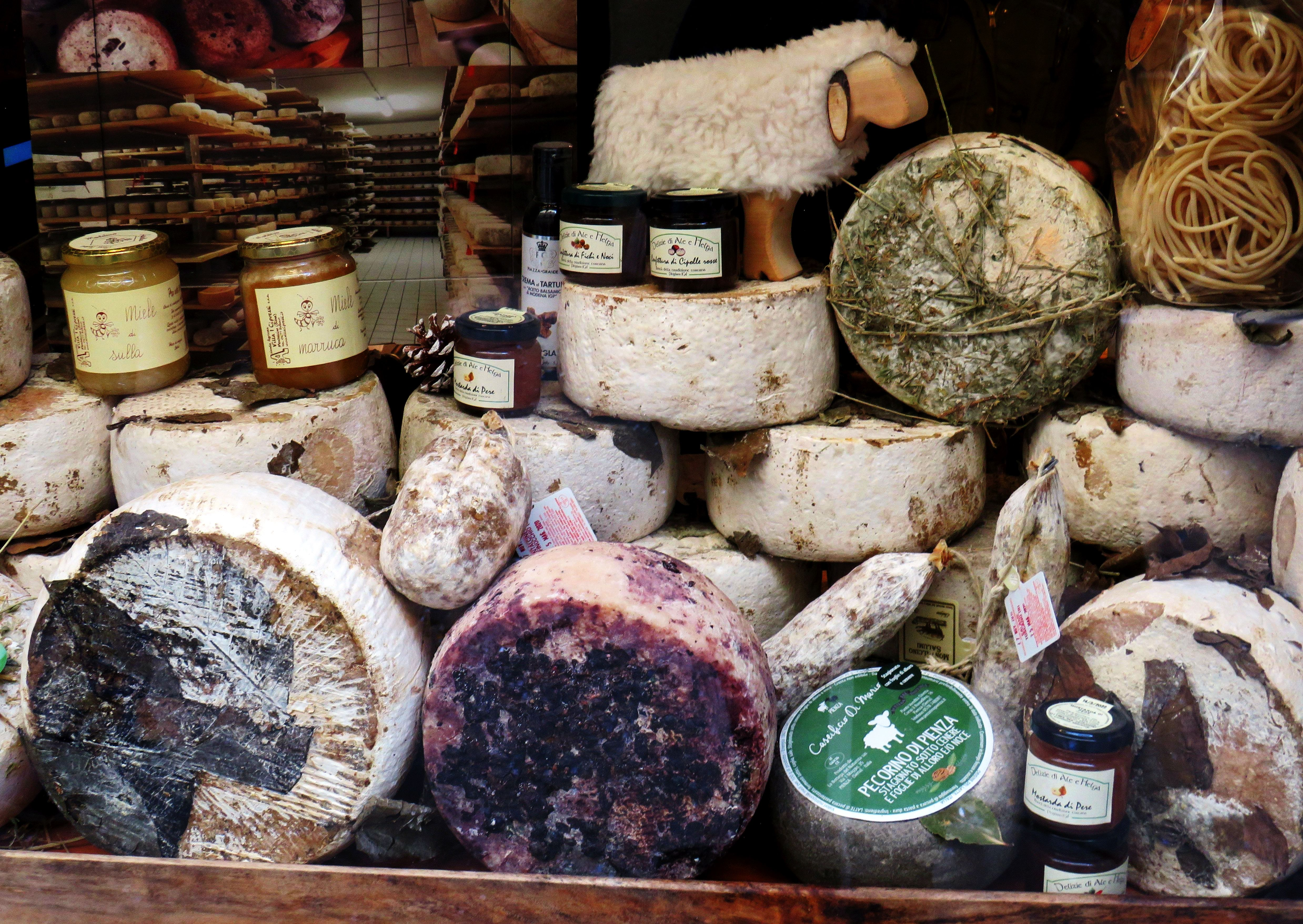
Prodotti di gastronomia tipici toscani

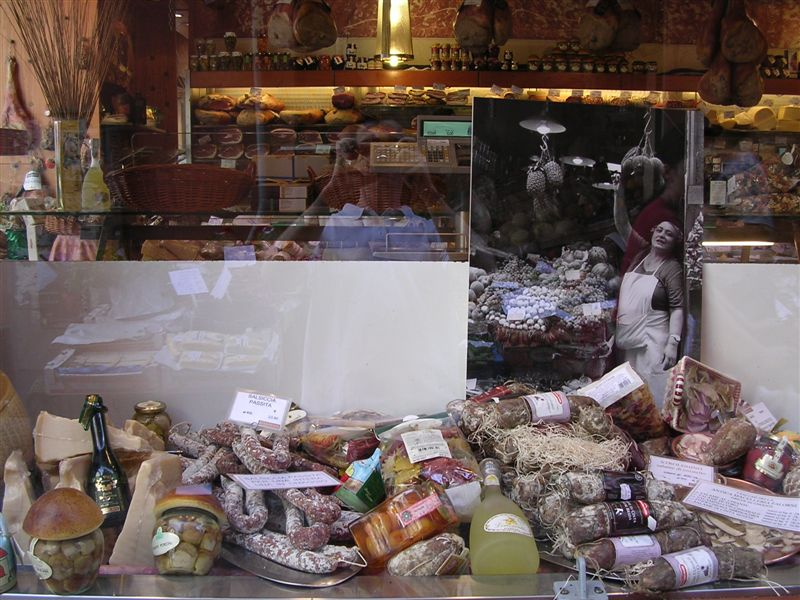
Vetrina di un negozio di specialità gastronomiche bolognesi

La gastronomia (dal greco γαστήρ (ventre) e νόμος (legge)) è l'insieme delle tecniche e delle arti culinarie, utilizzate nella cucina.

## Il contesto
In senso lato con gastronomia si intende lo studio della relazione tra cultura e cibo ed è quindi una scienza interdisciplinare che coinvolge la biologia, l'agronomia, l'antropologia, la storia, la filosofia, la psicologia e la sociologia.
Nel 1801 il poeta francese Joseph Berchoux rispolvera il termine greco gastronomia(governo dello stomaco) donandogli il nuovo significato di "arte di mangiare bene", nel 1807 l' "Almanach des gourmands" auspica la creazione di una carta della Francia dove vengano evidenziate le specialità alimentari di ogni città, che prende forma ad opera di Charles-Louis Cadet de Gassicourt con la prima "Carta gastronomica di Francia" nel 1809.
Il primo trattato di gastronomia, in cui si fonda la figura dell'intellettuale gastronomo, è probabilmente La fisiologia del gusto, di Anthelme Brillat-Savarin (testo del XIX secolo il cui titolo completo è Physiologie du Goût, ou Méditations de Gastronomie Transcendante; ouvrage théorique, historique et à l'ordre du jour, dédié aux Gastronomes parisiens, par un Professeur, membre de plusieurs sociétés littéraires et savantes).
Nel 1747 venne pubblicato un altro importante libro di cucina: The Art of Cookery Made Plain and Easy (l'arte della cucina resa semplice e facile), dell'inglese Hannah Glasse (1708-1770), uno dei libri di gastronomia più in voga dell'epoca. Questo testo rappresenta uno dei documenti più rilevanti per quanto concerne le pratiche gastronomiche del Regno Unito e delle colonie americane di quel periodo.
L'Italia vanta una notevole e varia tradizione gastronomica. Fra i trattati italiani sulla gastronomia si ricorda il Libro de Arte Coquinaria di Maestro Martino (secolo XV) e il manuale La scienza in cucina e l'arte di mangiar bene pubblicato, la prima volta, nel 1891 da Pellegrino Artusi e che continua ad essere ristampato ancora oggi.
Negli ultimi anni si è risvegliato nel pubblico un notevole interesse per la gastronomia e l'enologia, e numerose associazioni si occupano della riscoperta e della salvaguardia delle tradizioni regionali (ad esempio Slow Food e l'Accademia italiana della cucina).
Ad oggi, il percorso per diventare gastronomo, è universitario. Infatti, non si può utilizzare la parola "gastronomo" genericamente per chi semplicemente lavora nel campo della gastronomia, ma è attribuibile specificamente a chi è laureato in Scienze gastronomiche.